# Nogueira (Vila Real)
Nogueira é uma povoação portuguesa do Município de Vila Real que foi sede da extinta Freguesia de Nogueira, freguesia que tinha 5,05 km² de área e  613 habitantes (2011). 
A Freguesia de Nogueira foi extinta (agregada) pela reorganização administrativa de 2012/2013, tendo o seu território sido integrado na então criada União das Freguesias de Nogueira e Ermida.
A Freguesia de Nogueira situava-se numa elevação do terreno entre os rios Tanha (a leste) e Corgo (a oeste), de que o primeiro é tributário e englobava, para além da sede, os seguintes lugares: Alfolões, Comenda, Tanha e Vale de Açor.
O seu patrono é o apóstolo São Pedro.

## População
| População da freguesia de Nogueira (1801–2011) | População da freguesia de Nogueira (1801–2011) | População da freguesia de Nogueira (1801–2011) | População da freguesia de Nogueira (1801–2011) | População da freguesia de Nogueira (1801–2011) | População da freguesia de Nogueira (1801–2011) | População da freguesia de Nogueira (1801–2011) | População da freguesia de Nogueira (1801–2011) | População da freguesia de Nogueira (1801–2011) | População da freguesia de Nogueira (1801–2011) | População da freguesia de Nogueira (1801–2011) | População da freguesia de Nogueira (1801–2011) | População da freguesia de Nogueira (1801–2011) | População da freguesia de Nogueira (1801–2011) | População da freguesia de Nogueira (1801–2011) | População da freguesia de Nogueira (1801–2011) | População da freguesia de Nogueira (1801–2011) |
| 1801                                           | 1849                                           | 1864                                           | 1878                                           | 1890                                           | 1900                                           | 1911                                           | 1920                                           | 1930                                           | 1940                                           | 1950                                           | 1960                                           | 1970                                           | 1981                                           | 1991                                           | 2001                                           | 2011                                           |
| ---------------------------------------------- | ---------------------------------------------- | ---------------------------------------------- | ---------------------------------------------- | ---------------------------------------------- | ---------------------------------------------- | ---------------------------------------------- | ---------------------------------------------- | ---------------------------------------------- | ---------------------------------------------- | ---------------------------------------------- | ---------------------------------------------- | ---------------------------------------------- | ---------------------------------------------- | ---------------------------------------------- | ---------------------------------------------- | ---------------------------------------------- |
| 646                                            | 702                                            | 855                                            | 1 278                                          | 982                                            | 960                                            | 873                                            | 721                                            | 834                                            | 789                                            | 801                                            | 723                                            | 669                                            | 723                                            | 630                                            | 570                                            | 613                                            |

| Distribuição da População por Grupos Etários em 2001 e 2011 | Distribuição da População por Grupos Etários em 2001 e 2011 | Distribuição da População por Grupos Etários em 2001 e 2011 | Distribuição da População por Grupos Etários em 2001 e 2011 | Distribuição da População por Grupos Etários em 2001 e 2011 | Distribuição da População por Grupos Etários em 2001 e 2011 | Distribuição da População por Grupos Etários em 2001 e 2011 | Distribuição da População por Grupos Etários em 2001 e 2011 | Distribuição da População por Grupos Etários em 2001 e 2011 | Distribuição da População por Grupos Etários em 2001 e 2011 |
| ----------------------------------------------------------- | ----------------------------------------------------------- | ----------------------------------------------------------- | ----------------------------------------------------------- | ----------------------------------------------------------- | ----------------------------------------------------------- | ----------------------------------------------------------- | ----------------------------------------------------------- | ----------------------------------------------------------- | ----------------------------------------------------------- |
| Idade                                                       | 0-14                                                        | 15-24                                                       | 25-64                                                       | > 65                                                        |                                                             | 0-14                                                        | 15-24                                                       | 25-64                                                       | > 65                                                        |
| 2001                                                        | 113                                                         | 108                                                         | 348                                                         | 139                                                         |                                                             | 16,0%                                                       | 15,3%                                                       | 49,2%                                                       | 19,6%                                                       |
| 2011                                                        | 59                                                          | 54                                                          | 272                                                         | 160                                                         |                                                             | 10,8%                                                       | 9,9%                                                        | 49,9%                                                       | 29,4%                                                       |

## História
A primeira referência escrita a Nogueira que se conhece é uma carta de povoamento de D. Afonso III, datada de 28 de Setembro de 1251.
Como freguesia, Nogueira surge no século XVI (em data posterior a 1530), após desanexação da freguesia de Vila Nova (actual freguesia de Folhadela), integrando nessa altura também a aldeia de Alvações do Tanha, hoje pertencente à freguesia de Vilarinho dos Freires (concelho de Peso da Régua).
No século XVIII pertencia à Casa do Infantado.
Na sequência da reorganização administrativa ditada pela Lei n.º 22/2012, o território da vizinha freguesia de Ermida foi-lhe anexado, passando o conjunto a designar-se oficialmente União das Freguesias de Nogueira e Ermida. Assim, "Nogueira" foi de facto extinta enquanto designação oficial de freguesia.